# Алі Бернар
Алі Сью Бернар (англ. Ali Sue Bernard; нар. 11 квітня 1986, Нью-Ульм, Міннесота) — американська борчиня вільного стилю, бронзова призерка чемпіонату світу, переможниця Панамериканського чемпіонату, володарка Кубку світу, учасниця двох Олімпійських ігор.

## Біографія
Боротьбою почав займатися з 1998 року. Дворазова чемпіонка світу серед юніорів (2003, 2005), бронзова призерка цих змагань (2006).
Виступав за борцівський клуб «Gator». Тренери — Террі Стейнер, Овен Довкінс.
Закінчила Університет Альберти в Канаді.

## Спортивні результати на міжнародних змаганнях

### Виступи на Олімпіадах
| Змагання                    | Збірна | Вагова категорія          | Місце |
| --------------------------- | ------ | ------------------------- | ----- |
| Літні Олімпійські ігри 2008 | США    | жіноча боротьба, до 72 кг | 5     |
| Літні Олімпійські ігри 2012 | США    | жіноча боротьба, до 72 кг | 13    |

### Виступи на Чемпіонатах світу
| Змагання                        | Збірна | Вагова категорія          | Місце  |
| ------------------------------- | ------ | ------------------------- | ------ |
| Чемпіонат світу з боротьби 2009 | США    | жіноча боротьба, до 72 кг | 18     |
| Чемпіонат світу з боротьби 2011 | США    | жіноча боротьба, до 72 кг | Бронза |

### Виступи на Панамериканських чемпіонатах
| Змагання                                   | Збірна | Вагова категорія          | Місце  |
| ------------------------------------------ | ------ | ------------------------- | ------ |
| Панамериканський чемпіонат з боротьби 2010 | США    | жіноча боротьба, до 72 кг | Золото |

### Виступи на Кубках світу
| Змагання                    | Збірна | Вагова категорія          | Місце  |
| --------------------------- | ------ | ------------------------- | ------ |
| Кубок світу з боротьби 2010 | США    | жіноча боротьба, до 72 кг | Золото |
| Кубок світу з боротьби 2011 | США    | жіноча боротьба, до 72 кг | 4      |

### Виступи на інших змаганнях
| Змагання                                        | Збірна | Вагова категорія          | Місце  |
| ----------------------------------------------- | ------ | ------------------------- | ------ |
| Міжнародний меморіал Дейва Шульца 2008          | США    | жіноча боротьба, до 72 кг | Бронза |
| Чемпіонат світу з боротьби серед студентів 2010 | США    | жіноча боротьба, до 72 кг | Золото |
| Гран-прі Туркуена з боротьби 2011               | США    | жіноча боротьба, до 72 кг | Бронза |
| Відкритий чемпіонат Польщі з боротьби 2011      | США    | жіноча боротьба, до 72 кг | Бронза |

### Виступи на змаганнях молодших вікових груп
| Змагання                                      | Збірна | Вагова категорія          | Місце  |
| --------------------------------------------- | ------ | ------------------------- | ------ |
| Чемпіонат світу з боротьби серед юніорів 2003 | США    | жіноча боротьба, до 67 кг | Золото |
| Чемпіонат світу з боротьби серед юніорів 2005 | США    | жіноча боротьба, до 72 кг | Золото |
| Чемпіонат світу з боротьби серед юніорів 2006 | США    | жіноча боротьба, до 72 кг | Бронза |